# Mitchell megye (Kansas)
Mitchell megye az Amerikai Egyesült Államokban, azon belül Kansas államban található. Megyeszékhelye és legnagyobb városa Beloit. Lakosainak száma 5796 fő (2020. április 1.). Mitchell megye Jewell, Lincoln, Cloud, Ottawa és Osborne megyékkel határos.

## Népesség
A megye népességének változása:
| Lakosok száma | 6355 | 6312 | 6374 | 6378 | 6282 | 5796 |
|               | 2010 | 2011 | 2012 | 2013 | 2015 | 2020 |